# Aleksis Kivi
Aleksis Kivi (właściwie: Alexis Stenvall) (ur. 10 października 1834 w Nurmijärvi, zm. 31 grudnia 1872) – fiński prozaik, poeta i dramaturg. Napisał pierwszą powieść w języku fińskim Siedmiu braci (1870). Autor dramatu Kullervo (1864) opartego na motywach fińskich legend, a także  Szewcy z wrzosowiska i  Lea. Uważany za ojca fińskiej tragedii narodowej. Od dramatu  Lea rozpoczął się teatr narodowy, wcześniej istniał tylko amatorski.
Urodzony w rodzinie krawca w wieku 12 lat opuścił dom, udając się do szkoły w Helsinkach. W 1859 przyjęty na Uniwersytet Helsiński, gdzie studiował literaturę i rozwijał zainteresowania teatralne. Swą pierwszą sztukę, Kullervo napisał w oparciu o Kalevalę. Nad najważniejszą powieścią życia, Siedmioma braćmi, pracował 10 lat. Krytyka przyjęła książkę chłodno, ze względu na rzekome „chamstwo” (powieść opowiada o siedmiu biednych i niewykształconych braciach w obliczu rewolucji technicznej). W 1865 roku otrzymał nagrodę państwową za popularną komedię Nummisuutarit. Zmarł przypuszczalnie na boreliozę, która wywołała u niego schizofrenię. 
Zmienił nazwisko Stenvall (szw. kamienny mur) na Kivi (co w języku fińskim oznacza kamień), by być bardziej fińskim. 